# Europese kampioenschappen taekwondo 1976
De Europese kampioenschappen taekwondo 1976 waren door de European Taekwondo Union (ETU) georganiseerd kampioenschap voor taekwondoka's. De 1e editie van de Europese kampioenschappen vond plaats in het Spaanse Barcelona van 22 tot 23 mei 1976.

## Resultaten
| Heren  | Heren            | Heren             | Heren            | Heren                |
| Plaats | -48 kg           | -53 kg            | -58 kg           | -63 kg               |
| ------ | ---------------- | ----------------- | ---------------- | -------------------- |
| Goud   | Eddi Klimt       | Murat Gollo       | Josef Ascanio    | Christian Strysch    |
| Zilver | Osman Kara       | Fernando Vadillo  | Kaya Kıraç       | Peter Hauswald       |
| Brons  | Domingo Martínez | Eduardo Merchán   | Eugenio Castro   | Wolfgang Dahmen      |
| Brons  | Jesús Martín     | Gisbert Osterwald | Helmut Schneider | Hugo Villamide       |
| Plaats | -68 kg           | -74 kg            | -80 kg           | +80 kg               |
| Goud   | Lindsay Lawrence | Walter van Emerik | Tini Dona        | José Izquierdo       |
| Zilver | Jan Wanrooy      | Antonio Vicent    | Wolfgang Schindl | Ad van Emerik        |
| Brons  | Eric Gancylus    | Francesco Sanila  | Pedro Secorum    | Francisco Vallecillo |
| Brons  | Hubert Leuchter  | Josef Steinberger | Ben van der Wal  | Reza Zademohammad    |

1976 · 1978 · 1980 · 1982 · 1984 · 1990 · 1992 · 1994 · 1996 · 1998 · 2000 · 2002 · 2004 · 2005 · 2006 · 2008 · 2010 · 2012 · 2014 · 2016 · 2018